# فرانك في. فيليبس
فرانك في. فيليبس (بالإنجليزية: Frank V. Phillips)‏ هو مصور سينمائي أمريكي، ولد في 7 أبريل 1912 في سان بيرناردينو في الولايات المتحدة، وتوفي في 10 أبريل 1994 في بريسكوت في الولايات المتحدة.

## وصلات خارجية
- فرانك في. فيليبس على موقع IMDb (الإنجليزية)
- فرانك في. فيليبس على موقع ألو سيني (الفرنسية)
- فرانك في. فيليبس على موقع قاعدة بيانات الأفلام السويدية (السويدية)
- فرانك في. فيليبس على موقع قاعدة بيانات الفيلم (الإنجليزية)
- فرانك في. فيليبس على موقع كينوبويسك (الروسية)